# Allemansrättens dag
Allemansrättens dag infaller den 20 september och är en årlig temadag. Syftet med dagen är att uppmärksamma den svenska Allemansrätten.
Den nationella temadagen instiftades år 2022 av Generation Pep och Svenskt Friluftsliv med stöd av Revolution Race. 
Allemansrättens dag firas med aktiviteter i olika naturmiljöer, samt uppmärksammas i sociala medier under hashtagen  #allemansrättensdag.